# Collingwood, Victoria
Collingwood är en stadsdel i Melbourne i Australien. Den ligger i kommunen Yarra och delstaten Victoria, nära centrala Melbourne.